# غازي صلاح الدين العتباني
غازي صلاح الدين متولي محمد العتباني هو سياسي سوداني معارض ورئيس حركة الإصلاح الآن السودانية وسابقا كان يشغل منصب مستشار للبشير وتقلد مناصب عديدة في حزب المؤتمر ولكنه محسوب على تيار الإصلاح وهو جزء داخل الحركة الإسلامية وفي اواخر سنة 2013 أعلن انسحابه من الحزب الحاكم ودخوله في المعارضة لحكم البشير وبخاصة إعادة انتخابه لفترة جديدة.

## حياته في أسطر
- من مواليد أم درمان 1951م.
- تلقى تعليمه الاولي والأوسط بالجزيرة وسط السودان.
- درس بمدرسة الخرطوم الثانوية القديمة.
- كلية الطب جامعة الخرطوم 70ـ 1978 التي فصل منها لمدة عامين بعد مشاركته في محاولة تغيير الحكم في يوليو من العام 1976م التي عُرفت لاحقا بعملية المرتزقة كما وصفها إعلام الحكومة وقتها.
- اختير فور تخرجه مساعد تدريس بنفس الكلية قبل ان يُبتعث للدراسة العليا في المملكة المتحدة لينال درجة الماجستير في الكيمياء الحيوية ثمّ دكتوراة الفلسفة في الطب من جامعة جليفورد ليعود ويعمل استاذا في كلية الطب جامعة الخرطوم في العام 1985 م.
- اشتغل بالعمل العام منذ فترة طويلة حيث انتخب عضوا بارزا باتحاد طلاب جامعة الخرطوم
- كما انتخب في الهيئة التنفيذية لاتحاد الطلاب المسلمين بالمملكة المتحدة ابان دراسته بالمملكة المتحدة وتقلد رئاسة المؤسسة الإسلامية بلندن.
- وزير الدولة والمستشار السـياسي لرئيس الجمهورية 1991- 1995م.
- وزير الدولة بوزارة الخارجية 1995م.
- يناير 1996- فبراير 1998 م الأمين العام للمؤتمر الوطني (الحزب الحاكم)
- فبراير 1998- فبراير 2001 وزير الإعلام والثقافة.
- وزير الإعلام والاتصالات فبراير وحتى يونيو 2001م.
- يونيو 2001 حتى ديسمبر 2003 مستشار رئيس الجمهورية لشئون السلام.
- رئيس مجلس إدارة مؤسسة اتجاهات المستقبل. التي أسسها بعد استقالته من القصر الجمهوري في نهاية عام 2003م.
- مستشار الرئيس وعضو المكتب القيادي للمؤتمر الوطني. ورئيس كتلة المؤتمر الوطني بالمجلس التشريعي (البرلمان) ومسؤول عن أهم ملفين سياسيين (ملف إدارة الحوار مع أمريكا) و (ملف حل مشكلة دارفور).
- كاتب ومثقف ومفكّر عميق الثقافة واسع الاطلاع يتصف باللباقة والرصانة ودقّة العبارة
- قاد مجموعةً اصلاحية داخل الحزب الحاكم عرفت باسم سائحون وذلك بعد استبعاده من رئاسه الكتلة البرلمانية للمؤتمر الوطني
- انفصل رسميا من حزب المؤتمر الوطني الحاكم 26 /2013/10 وأنشأ هو والمجموعة المنفصلة حزب باسم حركة الإصلاح الآن
- قال الدكتور غازي صلاح الدين العتباني أن الإجراءات التعسفية الأخيرة التي قام بها المؤتمر الوطني ضد بعض قادته وأعضائه قد أطلقت رصاصة الإعدام في جسد الإصلاح الذي يطالب به غالب أعضائه. وذكر ان الباب بات الآن مفتوحا واسعا أمام إنشاء حزب سياسي جديد، وانهم قد اتخذوا قرارا بطرح صيغة حزب يقدم بديلا محترما يحمل أملا جديدا للسودان. وذكر ان هذه المبادرة ستعرض للتشاور بين قطاعات واسعة من الشعب السوداني للوصول إلى توافق يستوعب آمالهم وتطلعاتهم.